# 바람총

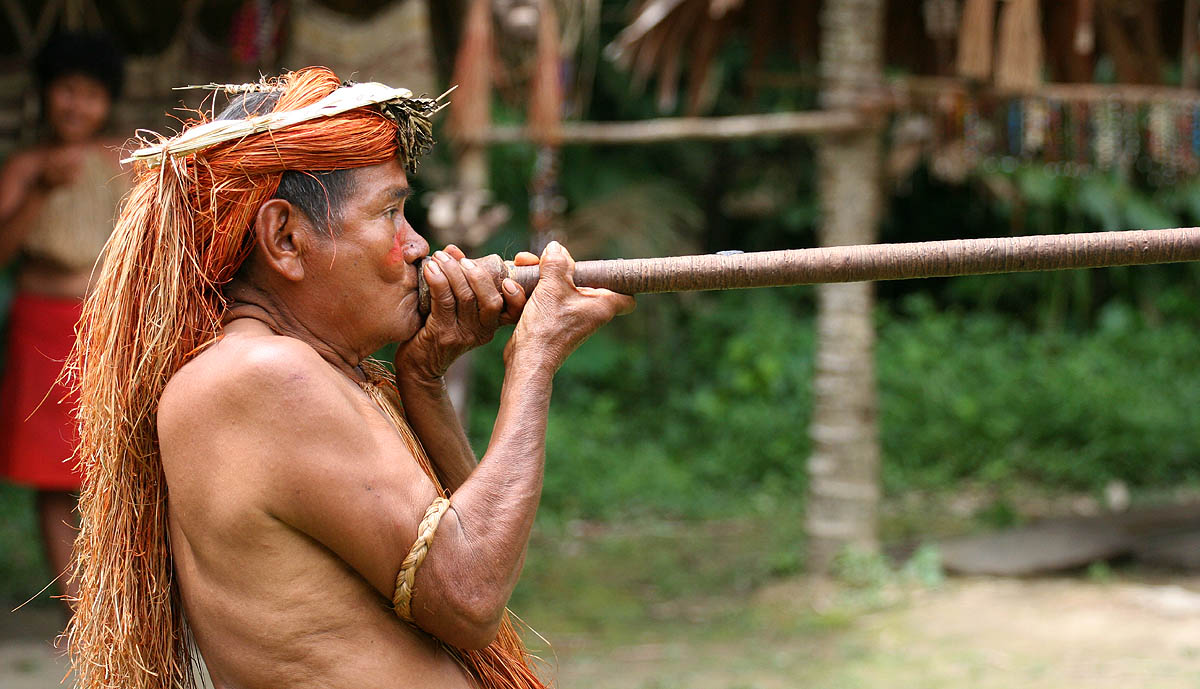
바람총을 사용하는 아마존 원주민.

바람총(blowgun)은 작은 관에 가벼운 발사체나 표창을 넣고 입으로 불어 발사하는 단순한 사출무기이다. 다트와 같은 가벼운 발사체를 발사하기 위한 길고 좁은 튜브로 구성된 간단한 원거리 무기이다. 이는 파이프 내부에 발사체를 배치하고 강제 날숨에 의해 생성된 힘을 사용하여 발사체를 공압식으로 추진함으로써 작동한다. 추진력은 사용자의 호흡 근육의 힘과 허파의 폐활량에 의해 제한된다.